# Jenni Mikkonen
Jenni Mikkonen (nacida Jenni Honkanen, Lahti, 24 de febrero de 1980) es una deportista finlandesa que compitió en piragüismo en la modalidad de aguas tranquilas. Ganó una medalla de bronce en el Campeonato Mundial de Piragüismo de 2006, en la prueba de K2 200 m, y tres medallas en el Campeonato Europeo de Piragüismo en los años 2005 y 2008.

## Palmarés internacional
| Campeonato Mundial | Campeonato Mundial       | Campeonato Mundial | Campeonato Mundial |
| Año                | Lugar                    | Medalla            | Competición        |
| ------------------ | ------------------------ | ------------------ | ------------------ |
| 2006               | Szeged (Hungría)         | Medalla de bronce  | K2 200 m           |
| Campeonato Europeo |                          |                    |                    |
| Año                | Lugar                    | Medalla            | Competición        |
| 2005               | Poznań (Polonia)         | Medalla de bronce  | K1 200 m           |
| 2006               | Račice (República Checa) | Medalla de bronce  | K2 200 m           |
| 2008               | Milán (Italia)           | Medalla de plata   | K2 500 m           |